# Пейчо Пейчев (ятак)
 Тази статия е за ятака.  За генерала вижте Пейчо Пейчев.  
Пейчо Станчев Пейчев е деец на БКП, партизански ятак, родом от село Душанци.
Пейчо Пейчев е роден в слупената къщурка на беден душански козар. Макар и отрано започнал да работи, за да подпомага семейството за грижата за другите невръстни пет братя и сестра, той лесно се научава да чете и пише. След като завършва четвърто отделение в местното училище „Св. св. Кирил и Методий“, неговият дядо, чието име носи, го завежда в съседна Копривщица и го записва да учи в Копривщенската прогимназия. Там взима участие в дейността на копривщенското читалище и посещава марксически кръжоции. Завършва училището с отличие, но поради липса на средства не може да учи за агроном, както му се иска. Тогава започва работа като читалищен секретар. Станал партиен член през 1920 г., а при обявяването на Душанската комуна е определен за неин секретар.
По това време Пейчо Пейчев се заема с организирането на водоснабдяването на родното си село. За два месеца с местни ентусиасти построяват водопровод по главната улица на селото и десет чешми, разположени по трасето ѝ. Участва в организацията на ловната дружинка, покрай чиято дейност се занимава и с облагородяването на горските насаждения в Душанци и местността Бялата вода, където построяват туристическа хижа. През 1934 г. под негово ръководство са построени мелница и електрическа юзина (генератор).
С началото на въоръжената съпротива по време на Втората световна война Пейчо организира снабдяване с оръжие, което укрива на подходящи места. През май 1944 г. започват разкрития на нелегалната дейност в Душанци. Арестуван и убит с някои другари на 22 юни 1944 г. над село Елешница.